# Хато Ясухіро
Ясухіро Хато (яп. 波戸康広, нар. 4 травня 1976, Мінамі-Авадзі) — японський футболіст, що грав на позиції захисника.
Виступав, зокрема, за клуб «Йокогама Ф. Марінос», а також національну збірну Японії.

## Клубна кар'єра
У дорослому футболі дебютував 1995 року виступами за команду клубу «Йокогама Флюгелс», в якій провів три сезони, взявши участь у 34 матчах чемпіонату. 
Своєю грою за цю команду привернув увагу представників тренерського штабу клубу «Йокогама Ф. Марінос», до складу якого приєднався 1999 року. Відіграв за команду з Йокогами наступні п'ять сезонів своєї ігрової кар'єри. Більшість часу, проведеного у складі «Йокогама Ф. Марінос», був основним гравцем захисту команди.
Згодом з 2004 по 2009 рік грав у складі команд клубів «Касіва Рейсол» та «Омія Ардія».
Завершив професійну ігрову кар'єру у клубі «Йокогама Ф. Марінос», у складі якого вже виступав раніше. Прийшов до команди 2010 року, захищав її кольори до припинення виступів на професійному рівні у 2012 році.

## Виступи за збірну
У 2001 році дебютував в офіційних матчах у складі національної збірної Японії. Протягом кар'єри у національній команді, яка тривала усього 2 роки, провів у формі головної команди країни 15 матчів.
У складі збірної був учасником розіграшу Кубка конфедерацій 2001 року в Японії і Південній Кореї, де разом з командою здобув «срібло».

### Статистика
Статистика виступів у національній збірній.
| Збірна Японії | Збірна Японії | Збірна Японії |
| Роки          | Ігри          | голи          |
| ------------- | ------------- | ------------- |
| 2001          | 10            | 0             |
| 2002          | 5             | 0             |
| Усього        | 15            | 0             |

## Титули і досягнення
- Чемпіон Японії (2):

«Йокогама Ф. Марінос»: 2003, 2004
- Володар Кубка Імператора (1):

«Йокогама Ф. Марінос»: 1998
- Володар Кубка Джей-ліги (1):

«Йокогама Ф. Марінос»: 2001